# Крудер, Ерней
Ерней Крудер (словен. Jernej Kruder; род. 12 декабря 1990, Целе) — словенский спортсмен, специализирующийся в боулдеринге (дисциплине скалолазания), а также занимающийся водным скалолазанием. В 2018 году он выиграл Кубок мира по скалолазанию в дисциплине боулдеринг. Обладатель Кубка мира 2018 года и чемпион Европы 2020 года в боулдеринге.

## Биография
В 2016 году Ерней прошёл маршрут водного скалолазания 9a+ (5.15a) в Эс Понтас на Мальорке, первоначально созданный Крисом Шарма в 2006 году. Ерней был вторым альпинистом, покорившим его. На прохождение маршрута у него ушло 16 дней и 39 попыток. Первоначально Ерней оценил маршрут как 9b (5.15b). Ян Хойер, третьим покоривший маршрут, понизил его значимость до 9a+.
В сентябре 2018 года ему удалось совершить первое восхождение на валун Метафизика недалеко от Целе в Словении. Сложность оценивается в 8C (V15) и является одним из двух подобных в Словении.
31 декабря 2018 года Ерней совершил первое восхождение на «Дуги рат» на скале Вруля недалеко от Омиша в Хорватии, оцениваемого 9a+ (5.15a). Это самый сложный маршрут в стране. Ерней сам проложил маршрут и работал над ним 4 года. Название «Dugi rat» в переводе с хорватского означает «долгая война».
В 2018 году, набрав 442 очка, завоевал Кубок мира по скалолазанию в дисциплине боулдеринг.
В 2020 году принял участие на чемпионате Европы по скалолазанию в Москве. В дисциплине боулдеринг Ерней завоевал золотую медаль, став единственным скалолазом в финале, покорившим два топа. До этого ему единственному в полуфинале покорились четыре топа.

## Рейтинги

### Кубок мира по скалолазанию
| Дисциплина           | 2008 | 2009 | 2010 | 2011 | 2012 | 2013 | 2014 | 2015 | 2016 | 2017 | 2018 |
| -------------------- | ---- | ---- | ---- | ---- | ---- | ---- | ---- | ---- | ---- | ---- | ---- |
| Лазание на трудность |      | 65   |      |      |      |      |      |      |      | 55   |      |
| Боулдеринг           | 64   | 33   | 15   | 21   | 10   | 11   | 8    | 21   | 10   | 9    | 1    |
| Лазание на скорость  |      |      |      |      |      |      |      |      |      |      |      |
| Многоборье           |      | 17   |      |      |      |      |      |      |      | 24   |      |

### Чемпионат мира по скалолазанию
Молодёжный
| Дисциплина           | 2004 B | 2005 B | 2006 А | 2007 А | 2008 Юниор | 2009 Юниор |
| -------------------- | ------ | ------ | ------ | ------ | ---------- | ---------- |
| Лазание на трудность | 26     | 32     | 50     |        | 19         | 19         |
| Боулдеринг           |        |        |        |        |            |            |
| Лазание на скорость  |        | 2      | 4      |        | 14         | 13         |

Взрослый
| Дисциплина           | 2009 | 2011 | 2012 | 2014 | 2016 |
| -------------------- | ---- | ---- | ---- | ---- | ---- |
| Лазание на трудность |      |      |      |      |      |
| Боулдеринг           | 27   | 25   | 31   | 2    | 11   |
| Лазание на скорость  | 37   |      |      |      |      |
| Многоборье           |      |      |      |      |      |

### Rock Master
| Дисциплина           | 2010 | 2011 | 2012 | 2013 | 2014 | 2015 | 2016 | 2017 | 2018 |
| -------------------- | ---- | ---- | ---- | ---- | ---- | ---- | ---- | ---- | ---- |
| Лазание на трудность | 38   |      |      |      |      |      |      |      |      |
| Лазание на скорость  |      |      |      |      |      |      |      |      |      |
| Боулдеринг           | 16   |      |      |      | 1    |      | 5    | 7    | 3    |